# Iglesias de madera de Maramureș

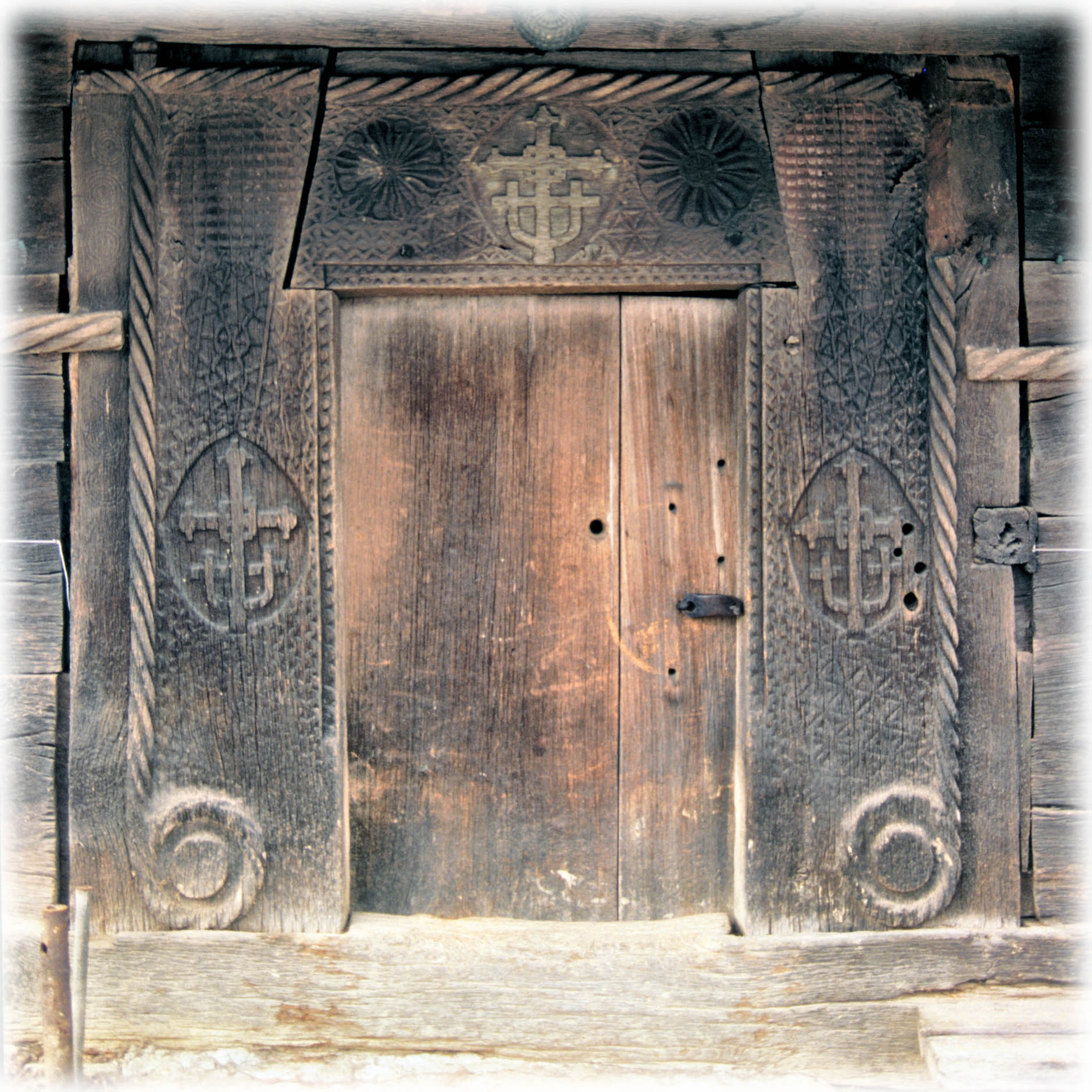
El portal de la iglesia de Sârbi Susani, 1639, Maramureş.

Las iglesias de madera de Maramureș en la Transilvania septentrional (Rumanía) son una selección de ocho ejemplos de diferentes soluciones arquitectónicas de distintos períodos y zonas. Son iglesias ortodoxas en el condado de Maramureş, distritos Bârsana, Budesti, Desesti, Ieud, Sisesti, Poienile Izei y Târgu. Son altas construcciones en madera con característicos campanarios delgados y altos en el extremo occidental de los edificios. Son un tipo de arquitectura popular muy propia del paisaje cultural de esta zona montañosa en el norte de Rumanía.
Maramureş es una de las regiones mejor conocidas de Rumania, con una tradición autónoma desde la Edad Media - pero aún no muy visitada. Sus bien conservados pueblos e iglesias hechos con madera, su estilo de vida tradicional y los coloridos ropajes locales aún usados hacen de Maramureş lo más parecido a un museo viviente que puede encontrarse en Europa.
Las famosas iglesias de madera de la región se construyeron durante los siglos XVII y XVIII, en el lugar de iglesias más antiguas. Son una respuesta a la prohibición de erigir iglesias ortodoxas rumanas de piedra. Las iglesias están hechas con troncos gruesos, y por dentro son bastante pequeñas y oscuras, y pintadas con escenas bíblicas bastante ingenuas. Las más características tienen una torre alta sobre la entrada y un tejado macizo que parece empequeñecer al cuerpo principal de la iglesia.
Ocho de ellas han sido incluidas por la Unesco dentro del Patrimonio de la Humanidad en el año 1999, por su arquitectura religiosa y tradiciones de construcción en madera.

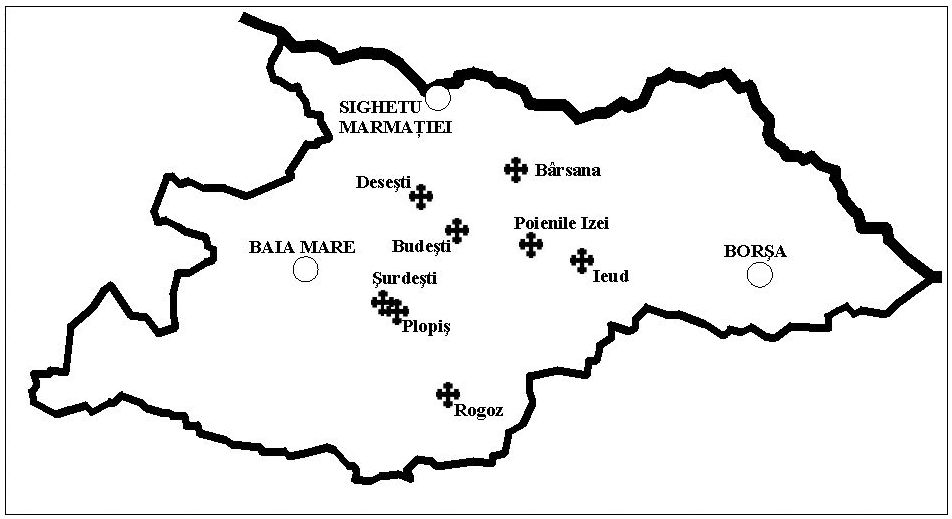
Las iglesias de madera que están incluidas en la lista de la Unesco como lugares del patrimonio mundial.

## Descripción
La histórica región rumana de Maramureş, dividida entre Rumanía y la Ucrania sub-carpática tras la Segunda Guerra Mundial, es uno de los lugares en los que la construcción tradicional con troncos no quedó interrumpida y donde sobrevive un rico patrimonio en madera. La tradición de construir iglesias de madera en la Maramureş central y meridional puede remontarse hasta comienzos del siglo XVI hasta la entrada del XVIII. Puesto que la técnica de construir las iglesias locales de madera circulaba por toda Europa, su conocimiento es de gran interés desde bastante lejos de la región. 
En Maramureş quedan hoy 42 iglesias de madera, un tercio de lo que había hace dos siglos. Además de las iglesias ahora existentes, una gran fuente de conocimiento aún se conserva por parte de algunos carpinteros mayores con relevantes conocimientos y habilidades en la carpintería tradicional.
Desde la Edad Media hasta entrado el siglo XVIII las habilidades, conocimiento y experiencia para construir amplias estructuras con troncos con planos y bien selladas paredes, así como con juntas niveladas, eran logros fuera de lo común. Los artesanos de Maramureş que eran capaces de alcanzar tales niveles no eran simples campesinos, sino carpinteros altamente especializados de iglesias quienes heredaban y mantenían este avanzado conocimiento exclusivamente para crear edificios religiosos.
Puesto que la tradición local de alzar iglesias de madera dependía de aquellos que las construían y las usaban, es fundamental identificar a los constructores locales y fundadores. La primera y borrosa distinción entre ambos veló sus papeles separados en la formación de las iglesias de madera y nos impiden una clara comprensión del resultado. 
Las existentes iglesias de madera de Maramureş revelan la existencia durante los siglos XVII y XVIII de al menos dos escuelas familiares principales de carpinteros. Pueden distinguirse otros tres ulteriores itinerarios y numerosos menores, indicando la obra de algunos de los más importantes carpinteros de iglesia de la región y en algunos casos incluso cambios entre generaciones. En general, los carpinteros de iglesias respondían de las interpretaciones técnicas, la alta calidad del trabajo en madera y su refinamiento artístico. 
A la larga, los auténticos creadores de las iglesias de madera locales fueron de hecho los que las encargaban. Especialmente el papel de los nobles fundadores del rito cristiano oriental fue decisivo en la formación de un carácter regional entre las iglesias locales de madera. Las iglesias de madera de Maramureş reflejan la sociedad local de señores modestos, que se manifiestas a sí mismos a lo largo de varios siglos en su doble condición de cristianos orientales y nobles occidentales.
Las iglesias de madera de Maramureş abren las conexiones necesarias con interpretaciones similares en otros lugares de Europa. Aparentemente la distinción local entre lo sagrado y lo profano era característico de muchas otras regiones rurales del continente. El conocimiento más alto de construcción con troncos parece haber tenido un propósito sagrado con una amplia circulación continental y por lo tanto en muchos lugares requiere distinción de la arquitrectura popular más enraizada localmente.
Con el resurgimiento de la construcción de iglesias después de la Revolución rumana de 1989, hay nuevas iglesias construidas en estilo tradicional.

## Ubicaciones
| Código  | Nombre                                               | Lugar         | Municipio     | Coordenadas                                |
| ------- | ---------------------------------------------------- | ------------- | ------------- | ------------------------------------------ |
| 904-001 | Iglesia de la Presentación de la Virgen en el Templo | Bârsana       | Bârsana       | 47°49′15″N 24°03′21″E / 47.82083, 24.05583 |
| 904-002 | Iglesia de San Nicolás                               | Budeşti       | Budeşti       | 47°43′26″N 23°58′43″E / 47.72389, 23.97861 |
| 904-003 | Iglesia de Santa Paraskeva                           | Deseşti       | Deseşti       | 47°46′27″N 23°51′24″E / 47.77417, 23.85667 |
| 904-004 | Iglesia de la Natividad de la Virgen                 | Ieud          | Ieud          | 47°40′37″N 24°14′18″E / 47.67694, 24.23833 |
| 904-005 | Iglesia de los Santos Arcángeles                     | Plopiș        | Șișești       | 47°35′30″N 23°36′16″E / 47.59167, 23.60444 |
| 904-006 | Iglesia de Santa Paraskeva                           | Poienile Izei | Poienile Izei | 47°41′56″N 24°06′54″E / 47.69889, 24.11500 |
| 904-007 | Iglesia de los Santos Arcángeles                     | Rogoz         | Târgu-Lapus   | 47°28′12″N 23°55′42″E / 47.47000, 23.92833 |
| 904-008 | Iglesia de los Santos Arcángeles                     | Șurdești      | Șișești       | 47°36′24″N 23°45′24″E / 47.60667, 23.75667 |